# Langesse
Langesse és un municipi francès, situat al departament del Loiret i a la regió de Centre – Vall del Loira. L'any 2007 tenia 76 habitants.

## Demografia

### Població
El 2007 la població de fet de Langesse era de 76 persones. Hi havia 36 famílies, de les quals 12 eren unipersonals (4 homes vivint sols i 8 dones vivint soles), 12 parelles sense fills i 12 parelles amb fills.
La població ha evolucionat segons el següent gràfic:
Habitants censats

### Habitatges
El 2007 hi havia 67 habitatges, 36 eren l'habitatge principal de la família, 19 eren segones residències i 12 estaven desocupats. 66 eren cases i 1 era un apartament. Dels 36 habitatges principals, 24 estaven ocupats pels seus propietaris, 7 estaven llogats i ocupats pels llogaters i 5 estaven cedits a títol gratuït; 1 tenia dues cambres, 9 en tenien tres, 11 en tenien quatre i 15 en tenien cinc o més. 19 habitatges disposaven pel capbaix d'una plaça de pàrquing. A 16 habitatges hi havia un automòbil i a 19 n'hi havia dos o més.

### Piràmide de població
La piràmide de població per edats i sexe el 2009 era:
| Homes | Edats   | Dones |
| ----- | ------- | ----- |
| 0     | 95 o +  | 0     |
| 1     | 90 a 94 | 0     |
| 1     | 85 a 89 | 0     |
| 1     | 80 a 84 | 1     |
| 1     | 75 a 79 | 0     |
| 4     | 70 a 74 | 3     |
| 1     | 65 a 69 | 5     |
| 5     | 60 a 64 | 2     |
| 2     | 55 a 59 | 1     |
| 5     | 50 a 54 | 5     |
| 2     | 45 a 49 | 2     |
| 2     | 40 a 44 | 2     |
| 3     | 35 a 39 | 3     |
| 2     | 30 a 34 | 0     |
| 4     | 25 a 29 | 3     |
| 0     | 20 a 24 | 0     |
| 0     | 15 a 19 | 1     |
| 2     | 10 a 14 | 0     |
| 0     | 5 a 9   | 0     |
| 1     | 0 a 4   | 1     |

## Economia
El 2007 la població en edat de treballar era de 48 persones, 34 eren actives i 14 eren inactives. De les 34 persones actives 29 estaven ocupades (19 homes i 10 dones) i 5 estaven aturades (2 homes i 3 dones). De les 14 persones inactives 8 estaven jubilades, 2 estaven estudiant i 4 estaven classificades com a «altres inactius».
Activitats econòmiques
Dels 4 establiments que hi havia el 2007, 1 era d'una empresa de fabricació d'altres productes industrials, 2 d'empreses de construcció i 1 d'una empresa de serveis.
L'únic servei als particulars que hi havia el 2009 era una lampisteria.
L'any 2000 a Langesse hi havia 3 explotacions agrícoles que ocupaven un total de 339 hectàrees.

## Poblacions properes
El següent diagrama mostra les poblacions més properes.